# محوطه امیر سیف
محوطه امیر سیف مربوط به دوره عیلامیان است و در شهرستان اندیمشک، بخش الوار گرمسیری، دهستان قیلاب، حوالی روستای امیر سیف واقع شده و این اثر در تاریخ ۶ اسفند ۱۳۸۵ با شمارهٔ ثبت ۱۷۳۹۷ به‌عنوان یکی از آثار ملی ایران به ثبت رسیده است.
این محل تاریخی در مسیر روستای "جااردو" و در داخل یک گورستان قدیمی (دامنه کوه سه) قرار گرفته است.اندازه داخلی بقعه حدود 3 متر در 4 متر بوده و اندازه در ورودی آن 75 در 125 سانتیمتر است.  بیشتر بنا از سنگ‌های طبیعی کوچک نتراشیده شده که از کنار رودخانه مجاور جمع شده‌اند ساخته شده و احتمال می‌رود که مربوط به دوران عیلامیان باشد.